# Mari Miyamoto
Mari Miyamoto (宮本 真理 Miyamoto Mari?), är en japansk tidigare fotbollsspelare.
Mari Miyamoto spelade 1 landskamp för det japanska landslaget. Hon deltog bland annat i Asiatiska mästerskapet i fotboll för damer 1999.